# Fernando Alonso
 Der er for få eller ingen kildehenvisninger i denne artikel, hvilket er et problem. Du kan hjælpe ved at angive troværdige kilder til de påstande, som fremføres i artiklen.

Fernando Alonso Díaz (født 29. juli 1981, Oviedo) er en spansk Formel 1-racerkører.

## Barndom
Allerede i den tidlige barndom blev det tydeligt at Fernando havde helt specielle evner bag et rat, faderen José Luis Alonsos bristede drømme om en gokart-karriere blev overført til Fernando da denne kun var tre år gammel. Nok måtte pedalerne tilpasses den lille purk, men talentet var umiskendeligt, som seksårig overstrålede han samtlige sine jævnaldrende. Året efter (1988) var legen blevet alvor, den nu syvårige Fernando vandt sit første egentlige løb i Pola de Laviana. Fernando forsatte de gode takter og vandt samtlige seriens 8 løb og dermed årets lokale junior mesterskab, en stor fremtid var grundlagt.
1989 Året hvor Fernando vendte blikket udenfor det hjemlige Asturien for at vinde det Gallisiske juniormesterskab samtidig med at han genvandt det lokale mesterskab.
1990 Her triumferede Alonso igen i Asturien og Navarre denne gang i ungdomsrækkerne.
1991 Året hvor alting var ved at løbe lidt løbsk for Fernando og faderen José, knægtens evner oversteg efterhånden familiens økonomiske formåen, materialeomkostningerne var omfattende. Hvad det sportslige angår, blev det til en fornem andenplads i det spanske mesterskab på Santos de la Humosa banen mellem Guadalajara og Madrid.
”Vi havde simpelthen ikke råd til at sende Fernando op i højere klasser, omkostningerne var steget eksplosivt” udtaler José Luis.
Den eneste måde at fortsætte på var at Fernando skulle forsætte med at vinde, indtil nogen fik øje på talentet, da hverken officielle organer eller lokale firmaer, på dette tidspunkt, var klar til at støtte op om knægten fra Oveido. Fernando vidste derfor at det var helt og aldeles op til ham hvis karrieren skulle fortsætte, og han skuffede som bekendt ikke.
1992 Alonso fik fra den spanske motorsportsorganisation en speciel tilladelse til at deltage i 100cc klassen, han skulle rettelig være forsat i ungdomsrækkerne en tid endnu.
”Jeg har altid været den yngste i hver klasse jeg har deltaget i” siger Fernando Alonso.
1993 – 1994 Det første skridt mod tinderne blev taget da Alonso deltog i et løb i Mora de Ebro dette år. Den talentfulde spanier var ikke fyldt tolv, da Genis Marcó (ejer af Genikart samt eneimportør af Parilla motorer og Mike Wilson chassiser til det spanske marked) gav ham en test netop i forbindelse med løbet i Mora de Ebro. Alonso var trods sin unge alder helt klar over at dette var et af de vigtigste øjeblikke i hans karriere, og den chance man kun får en gang i livet. Fernando Alonso vandt løbet i fabrikskarten uden at give konkurrenterne skyggen af chance.
Trods den økonomiske hjælp fra Genis Marcó, måtte den nu 13-årige Fernando selv hjælpe til, han tjente til nogle af udgifterne ved at agere mekaniker for de yngre generationer. Allerede i en alder af fjorten år var knægten selvfinansierende og var således ikke længere en økonomisk byrde for familien.
Nu var tiden kommet hvor yderligere fremgang kun kunne opnås gennem internationale opgaver. Næsen blev vendt mod Italien og det italienske kart mesterskab, faderen José og sønnen tilbragte uendelig mange timer i familiens Peugeot 405 diesel, med ture på over 2000 km.
"Vi kørte normalt hjemmefra torsdag når Fernando kom hjem fra skole, og mens jeg kørte, sov knægten på bagsædet. Når løbene var færdige søndag eftermiddag var der igen atten til tyve timers kørsel hjem til Oviedo, så Fernando kunne starte i skolen tirsdag morgen" fortæller José Luis Fernando.

## Formel 1-karriere

### 2001
I 2001 débuterede Fernando Alonso i Formel 1 for det italienske Minardi-hold. Han var den tredjeyngste kører til at starte et Formel 1-løb. Han var god i kvalifikationen, da hans performance var god. Han kvalificerede foran hans holdkammerat Tarso Marques med en tidsforskel ved 2,6 sekunder i sit første Formel 1-løb. I den fjerde runde i Imola udkvalificerede han begge Benetton-biler.
I den sidste runde af sæsonen i Suzuka, Japan, var han 11. plads i løbet. Han var foran erfarne kørere som Heinz-Harald Frentzen fra Arrows, Olivier Panis fra BAR, Jos Verstappen or Enrique Bernoldi fra Arrows og hans holdkammerat Alex Yoong. Fire år senere sagde hans teamchef fra Minardi, Paul Stoddart, at hans løb var som "53 kvalifikationsomgange". Han havde ikke scoret nogle points, og hans bedste resultat var 10. plads i Tyskland.

### 2005-2015
Han vandt den 25. september 2005 Formel 1-verdensmesterskabet som den hidtil yngste – kun 24 år og 59 dage gammel (I 2010 blev den ære overtaget af Sebastian Vettel med 23 år og 134 dage, der vandt med kun 4 points forspring til netop Fernando Alonso). Samtidig satte han punktum for Michael Schumachers sejrsrække efter 5 mesterskaber i træk.
Han vandt også mesterskabet 2006, med Michael Schumacher på en andenplads.
Fernando Alonso kørte for Renault-teamet igen i 2006, men indgik en kontrakt med McLaren for 2007-sæsonen.
I Spanien er han en helt på højde med Raúl (fodbold) og Alejandro Valverde (cykling). Fernando Alonso vendte i 2008 tilbage til Renault teamet.
Siden sæsonen 2010 har Fernando Alonso kørt for Ferrari.
Den 11. december 2014 blev det officielt, at Fernando Alonso kører for Mclaren næste sæson.
da han kom til Mclaren fra Ferrari, havde Mclaren skiftet motor til Honda. Honda motoren var en kæmpe skandale, og Alonso var nu en af de langsomste i Formel 1.

### 2016
Mens Honda motoren ikke gjorde sit job, var Alonso stadig oppe i pointene.

### 2018
I 2018 skiftede Mclaren fra Honda til en Renault.
Dette blev også den sidste sæson for Alonso, som valgte at trække sig fra Formel 1.

### 2021
I 2021 skrev han kontrakt med det nye Alpine (bilmærke), der er en fortsættelse af Renault.

### Karriereoversigt
| Sæson   | Race Serie                         | Race Team                             | Antal Løb             | 1. Pladser            | Pole                  | H/omgange             | Podium                | Point                 | Position              |
| ------- | ---------------------------------- | ------------------------------------- | --------------------- | --------------------- | --------------------- | --------------------- | --------------------- | --------------------- | --------------------- |
| 1999    | Euro Open by Nissan                | Campos Motorsport                     | 15                    | 6                     | 6                     | 5                     | 8                     | 164                   | 1st                   |
| 2000    | International Formula 3000         | Team Astromega                        | 9                     | 1                     | 1                     | 2                     | 2                     | 17                    | 4th                   |
| 2001    | Formel 1                           | European Minardi F1 Team              | 17                    | 0                     | 0                     | 0                     | 0                     | 0                     | 23rd                  |
| 2002    | Formel 1                           | Mild Seven Renault F1 Team            | Renault F1 Test Kører | Renault F1 Test Kører | Renault F1 Test Kører | Renault F1 Test Kører | Renault F1 Test Kører | Renault F1 Test Kører | Renault F1 Test Kører |
| 2003    | Formel 1                           | Mild Seven Renault F1 Team            | 16                    | 1                     | 2                     | 1                     | 4                     | 55                    | 6th                   |
| 2004    | Formel 1                           | Mild Seven Renault F1 Team            | 18                    | 0                     | 1                     | 0                     | 4                     | 59                    | 4th                   |
| 2005    | Formel 1                           | Mild Seven Renault F1 Team            | 19                    | 7                     | 6                     | 2                     | 15                    | 133                   | 1st                   |
| 2006    | Formel 1                           | Mild Seven Renault F1 Team            | 18                    | 7                     | 6                     | 5                     | 14                    | 134                   | 1st                   |
| 2007    | Formel 1                           | Vodafone McLaren Mercedes             | 17                    | 4                     | 2                     | 3                     | 12                    | 109                   | 3rd                   |
| 2008    | Formel 1                           | ING Renault F1 Team                   | 18                    | 2                     | 0                     | 0                     | 3                     | 61                    | 5th                   |
| 2009    | Formel 1                           | ING Renault F1 Team                   | 17                    | 0                     | 1                     | 2                     | 1                     | 26                    | 9th                   |
| 2010    | Formel 1                           | Scuderia Ferrari Marlboro             | 19                    | 5                     | 2                     | 5                     | 10                    | 252                   | 2nd                   |
| 2011    | Formel 1                           | Scuderia Ferrari                      | 19                    | 1                     | 0                     | 1                     | 10                    | 257                   | 4th                   |
| 2012    | Formel 1                           | Scuderia Ferrari                      | 20                    | 3                     | 2                     | 0                     | 13                    | 278                   | 2nd                   |
| 2013    | Formel 1                           | Scuderia Ferrari                      | 19                    | 2                     | 0                     | 2                     | 9                     | 242                   | 2nd                   |
| 2014    | Formel 1                           | Scuderia Ferrari                      | 19                    | 0                     | 0                     | 0                     | 2                     | 161                   | 6th                   |
| 2015    | Formel 1                           | McLaren Honda                         | 18                    | 0                     | 0                     | 0                     | 0                     | 11                    | 17th                  |
| 2016    | Formel 1                           | McLaren Honda                         | 20                    | 0                     | 0                     | 1                     | 0                     | 54                    | 10th                  |
| 2017    | Formel 1                           | McLaren Honda                         | 19                    | 0                     | 0                     | 1                     | 0                     | 17                    | 15th                  |
| 2017    | IndyCar Series                     | McLaren-Honda-Andretti                | 1                     | 0                     | 0                     | 0                     | 0                     | 47                    | 29th                  |
| 2018    | Formel 1                           | McLaren F1 Team                       | 5                     | 0                     | 0                     | 0                     | 0                     | 32                    | 7th*                  |
| 2018    | WeatherTech SportsCar Championship | United Autosports                     | 1                     | 0                     | 0                     | 0                     | 0                     | 18                    | 43rd*                 |
| 2018–19 | FIA World Endurance Championship   | Toyota Gazoo Racing                   | 8                     | 5                     | 4                     | 0                     | 7                     | 198                   | 1st                   |
| 2023    | Formel 1                           | Aston Martin Aramco Cognizant F1 Team | 10                    | 0                     | 0                     | 1                     | 0                     | 137                   | 3rd*                  |

* Sæsonen er ikke afsluttet

## Resultater

### Komplette Euro Open by Nissan resultat
(Forklaring) (Resultater i fed skrift indikerer pole position, resultater i kursiv indikerer hurtigste omgang)
| År   | Team              | 1         | 2       | 3         | 4         | 5         | 6       | 7         | 8         | 9       | 10        | 11    | 12      | 13      | 14      | 15      | 16      | Placering | Point |
| ---- | ----------------- | --------- | ------- | --------- | --------- | --------- | ------- | --------- | --------- | ------- | --------- | ----- | ------- | ------- | ------- | ------- | ------- | --------- | ----- |
| 1999 | Campos Motorsport | ALB 1 Ret | ALB 2 1 | JER 1 Ret | JER 2 DNS | JAR 1 Ret | JAR 2 1 | MNZ 1 Ret | MNZ 2 Ret | JAR 1 2 | JAR 2 Ret | DON 1 | DON 2 1 | BAR 1 7 | BAR 2 1 | VAL 1 2 | VAL 2 1 | 1.        | 164   |

### Komplette International Formula 3000 resultat
(Forklaring) (Resultater i fed skrift indikerer pole position, resultater i kursiv indikerer hurtigste omgang)
| År   | Team           | 1     | 2      | 3      | 4       | 5     | 6       | 7     | 8       | 9     | 10    | Placering | Point |
| ---- | -------------- | ----- | ------ | ------ | ------- | ----- | ------- | ----- | ------- | ----- | ----- | --------- | ----- |
| 2000 | Team Astromega | IMO 9 | SIL EX | CAT 15 | NÜR Ret | MON 8 | MAG Ret | A1R 6 | HOC Ret | HUN 2 | SPA 1 | 4.        | 17.   |

### Komplette Formel 1-resultater
(Forklaring) (Resultater i fed skrift indikerer pole position, resultater i kursiv indikerer hurtigste omgang)
| År   | Team                       | Chassis             | Motor                             | 1       | 2       | 3       | 4       | 5       | 6       | 7       | 8       | 9       | 10      | 11      | 12      | 13      | 14      | 15      | 16      | 17      | 18     | 19     | 20     | 21     | Plads | Point |
| ---- | -------------------------- | ------------------- | --------------------------------- | ------- | ------- | ------- | ------- | ------- | ------- | ------- | ------- | ------- | ------- | ------- | ------- | ------- | ------- | ------- | ------- | ------- | ------ | ------ | ------ | ------ | ----- | ----- |
| 2001 | European Minardi F1 Team   | Minardi PS01        | European1 3,0 V10                 | AUS 12  | MAL 13  | BRA Ret | SMR Ret | ESP 13  | AUT Ret | MON Ret | CAN Ret | EUR 14  | FRA 172 | GBR 16  | GER 10  | HUN Ret | BEL Ret | ITA 13  | USA Ret | JPN 11  |        |        |        |        | 23.   | 0     |
| 2003 | Mild Seven Renault F1 Team | Renault R23         | Renault RS23 3,0 V10              | AUS 7   | MAL 3   | BRA 3   | SMR 6   | ESP 2   | AUT Ret | MON 5   | CAN 4   | EUR 4   | FRA Ret | GBR Ret | GER 4   | HUN 1   | ITA 8   | USA Ret | JPN Ret |         |        |        |        |        | 6.    | 55    |
| 2004 | Mild Seven Renault F1 Team | Renault R24         | Renault RS24 3,0 V10              | AUS 3   | MAL 7   | BHR 6   | SMR 4   | ESP 4   | MON Ret | EUR 5   | CAN Ret | USA Ret | FRA 2   | GBR 10  | GER 3   | HUN 3   | BEL Ret | ITA Ret | CHN 4   | JPN 5   | BRA 4  |        |        |        | 4.    | 59    |
| 2005 | Mild Seven Renault F1 Team | Renault R25         | Renault RS25 3,0 V10              | AUS 3   | MAL 1   | BHR 1   | SMR 1   | ESP 2   | MON 4   | EUR 1   | CAN Ret | USA DNS | FRA 1   | GBR 2   | GER 1   | HUN 11  | TUR 2   | ITA 2   | BEL 2   | BRA 3   | JPN 3  | CHN 1  |        |        | 1.    | 133   |
| 2006 | Mild Seven Renault F1 Team | Renault R26         | Renault RS26 2,4 V8               | BHR 1   | MAL 2   | AUS 1   | SMR 2   | EUR 2   | ESP 1   | MON 1   | GBR 1   | CAN 1   | USA 5   | FRA 2   | GER 5   | HUN Ret | TUR 2   | ITA Ret | CHN 2   | JPN 1   | BRA 2  |        |        |        | 1.    | 134   |
| 2007 | Vodafone McLaren Mercedes  | McLaren MP4-22      | Mercedes FO 108T 2,4 V8           | AUS 2   | MAL 1   | BHR 5   | ESP 3   | MON 1   | CAN 7   | USA 2   | FRA 7   | GBR 2   | EUR 1   | HUN 4   | TUR 3   | ITA 1   | BEL 3   | JPN Ret | CHN 2   | BRA 3   |        |        |        |        | 3.    | 109   |
| 2008 | ING Renault F1 Team        | Renault R28         | Renault RS27 2,4 V8               | AUS 4   | MAL 8   | BHR 10  | ESP Ret | TUR 6   | MON 10  | CAN Ret | FRA 8   | GBR 6   | GER 11  | HUN 4   | EUR Ret | BEL 4   | ITA 4   | SIN 1   | JPN 1   | CHN 4   | BRA 2  |        |        |        | 5.    | 61    |
| 2009 | ING Renault F1 Team        | Renault R29         | Renault RS27 2,4 V8               | AUS 5   | MAL 11  | CHN 9   | BHR 8   | ESP 5   | MON 7   | TUR 10  | GBR 14  | GER 7   | HUN Ret | EUR 6   | BEL Ret | ITA 5   | SIN 3   | JPN 10  | BRA Ret | ABU 14  |        |        |        |        | 9.    | 26    |
| 2010 | Scuderia Ferrari Marlboro  | Ferrari F10         | Ferrari 056 2,4 V8                | BHR 1   | AUS 4   | MAL 132 | CHN 4   | ESP 2   | MON 6   | TUR 8   | CAN 3   | EUR 8   | GBR 14  | GER 1   | HUN 2   | BEL Ret | ITA 1   | SIN 1   | JPN 3   | KOR 1   | BRA 3  | ABU 7  |        |        | 2.    | 252   |
| 2011 | Scuderia Ferrari           | Ferrari 150° Italia | Ferrari 056 2,4 V8                | AUS 4   | MAL 6   | CHN 7   | TUR 3   | ESP 5   | MON 2   | CAN Ret | EUR 2   | GBR 1   | GER 2   | HUN 3   | BEL 4   | ITA 3   | SIN 4   | JPN 2   | KOR 5   | IND 3   | ABU 2  | BRA 4  |        |        | 4.    | 257   |
| 2012 | Scuderia Ferrari           | Ferrari F2012       | Ferrari 056 2,4 V8                | AUS 5   | MAL 1   | CHN 9   | BHR 7   | ESP 2   | MON 3   | CAN 5   | EUR 1   | GBR 2   | GER 1   | HUN 5   | BEL Ret | ITA 3   | SIN 3   | JPN Ret | KOR 3   | IND 2   | ABU 2  | USA 3  | BRA 2  |        | 2.    | 278   |
| 2013 | Scuderia Ferrari           | Ferrari F138        | Ferrari 056 2,4 V8                | AUS 2   | MAL Ret | CHN 1   | BHR 8   | ESP 1   | MON 7   | CAN 2   | GBR 3   | GER 4   | HUN 5   | BEL 2   | ITA 2   | SIN 2   | KOR 6   | JPN 4   | IND 11  | ABU 5   | USA 5  | BRA 3  |        |        | 2.    | 242   |
| 2014 | Scuderia Ferrari           | Ferrari F14 T       | Ferrari 059/3 1,6 V6 turbo hybrid | AUS 4   | MAL 4   | BHR 9   | CHN 3   | ESP 6   | MON 4   | CAN 6   | AUT 5   | GBR 6   | GER 5   | HUN 2   | BEL 7   | ITA Ret | SIN 4   | JPN Ret | RUS 6   | USA 6   | BRA 6  | ABU 9  |        |        | 6.    | 161   |
| 2015 | McLaren-Honda              | McLaren MP4-30      | Honda RA615H 1,6 V6 turbo hybrid  | AUS     | MAL Ret | CHN 12  | BHR 11  | ESP Ret | MON Ret | CAN Ret | AUT Ret | GBR 10  | HUN 5   | BEL 13  | ITA 182 | SIN Ret | JPN 11  | RUS 11  | USA 11  | MEX Ret | BRA 15 | ABU 17 |        |        | 17.   | 11    |
| 2016 | McLaren Honda              | McLaren MP4-31      | Honda RA616H 1,6 V6 turbo hybrid  | AUS Ret | BHR     | CHN 12  | RUS 6   | ESP Ret | MON 5   | CAN 11  | EUR Ret | AUT 182 | GBR 13  | HUN 7   | GER 12  | BEL 7   | ITA 14  | SIN 7   | MAL 7   | JPN 16  | USA 5  | MEX 13 | BRA 10 | ABU 10 | 10.   | 54    |
| 2017 | McLaren Honda              | MCL32               | Honda RA617H 1.6 V6 t             | AUS Ret | CHN Ret | BHR 14† | RUS DNS | ESP 12  | MON     | CAN 16† | AZE 9   | AUT Ret | GBR Ret | HUN 6   | BEL Ret | ITA 17† | SIN Ret | MAL 11  | JPN 11  | USA Ret | MEX 10 | BRA 8  | ABU 9  |        | 15.   | 17    |
| 2018 | McLaren Honda              | MCL33               | Renault R.E.18 1.6 V6 t           | AUS 5   | BHR 7   | CHN 7   | AZE 7   | ESP 8   | MON     | CAN     | FRA     | AUT     | GBR     | GER     | HUN     | BEL     | ITA     | SIN     | RUS     | JPN     | USA    | MEX    | BRA    | ABU    | 7.*   | 32*   |

* Sæsonen er ikke afsluttet

Noter til tabellen:
- 1:  - European-motoren var en Cosworth VJ Zetec-R. Kun navnet var ændret.
- 2:  - Udgik af løbet, men blev klassificeret eftersom han havde fuldført over 90% af løbsdistancen.

### Amerikansk open-wheel racing resultat

#### IndyCar Serie resultat
| År   | Team                   | Chassis      | Motor | 1   | 2   | 3   | 4   | 5   | 6       | 7   | 8   | 9   | 10  | 11  | 12  | 13  | 14  | 15  | 16  | 17  | Placering | Point |
| ---- | ---------------------- | ------------ | ----- | --- | --- | --- | --- | --- | ------- | --- | --- | --- | --- | --- | --- | --- | --- | --- | --- | --- | --------- | ----- |
| 2017 | McLaren-Honda-Andretti | Dallara DW12 | Honda | STP | LBH | ALA | PHX | IMS | INDY 24 | DET | DET | TXS | ROA | IOW | TOR | MDO | POC | GTW | WGL | SNM | 29th      | 47    |

#### Indianapolis 500 resultat
| År   | Chassis | Motor | Start | Slut | Team                   |
| ---- | ------- | ----- | ----- | ---- | ---------------------- |
| 2017 | Dallara | Honda | 5     | 24   | McLaren-Honda-Andretti |

### Endurance racing resultat

#### WeatherTech SportsCar Championship
| År   | Team              | klasse | Chassis        | Motor                 | 1      | 2   | 3   | 4   | 5   | 6   | 7   | 8   | 9   | 10  | Placering | Point |
| ---- | ----------------- | ------ | -------------- | --------------------- | ------ | --- | --- | --- | --- | --- | --- | --- | --- | --- | --------- | ----- |
| 2018 | United Autosports | P      | Ligier JS P217 | Gibson GK428 4.2 L V8 | DAY 13 | SEB | LBH | MDO | DET | WGL | MOS | ELK | LGA | PET | 43rd*     | 18*   |

* Sæsonen er ikke afsluttet

#### 24 Hours of Daytona Aka. Daytona 24 Timers Løb's resultat
| År   | Team              | Co-drivers/ Med Kører      | Mærke                 | Klasse | Omgange | Placering | Klasse Placering |
| ---- | ----------------- | -------------------------- | --------------------- | ------ | ------- | --------- | ---------------- |
| 2018 | United Autosports | Philip Hanson Lando Norris | Ligier JS P217-Gibson | P      | 718     | 38th      | 13th             |

### Komplette FIA World Endurance Championship resultat
| År      | Team                | Klasse | Chassis             | Motor                          | 1     | 2   | 3   | 4   | 5   | 6   | 7   | 8   | Placering | Point |
| ------- | ------------------- | ------ | ------------------- | ------------------------------ | ----- | --- | --- | --- | --- | --- | --- | --- | --------- | ----- |
| 2018–19 | Toyota Gazoo Racing | LMP1   | Toyota TS050 Hybrid | Toyota 2.4 L Turbo V6 (Hybrid) | SPA 1 | LMS | SIL | FUJ | SHA | SEB | SPA | LMS | 1st*      | 26*   |

* Sæsonen er ikke afsluttet